# Droga wojewódzka nr 433
Droga wojewódzka nr 433 (DW433) – droga wojewódzka w środkowej części woj. wielkopolskiego o długości 15,4 km. Obecnie przebiega wyłącznie przez miasto Poznań, składając się z dwóch odcinków rozdzielonych drogą wojewódzką nr 196. Numer tej drodze został nadany czasowo jedynie dla potrzeb administracyjnych, przez co nie umieszczono go na drogowskazach i nigdzie w terenie nie występuje oznakowanie tej drogi. Przez długi czas droga od węzła z autostradą A2 do wiaduktu nad liniami kolejowymi na Franowie miała zniszczoną nawierzchnię, na której występowały liczne spękania poprzeczne. W latach 2021–2022 dokonano remontu tego odcinka; najpierw na jezdni prowadzącej w kierunku Franowa, następnie jezdni prowadzącej do węzła autostradowego.

## Historia przebiegu drogi
14 lutego 1986 roku weszła w życie uchwała Rady Ministrów określająca numerację dróg krajowych, na mocy której wprowadzono drogę krajową nr 433 o przebiegu Swarzędz – Gądki. Następnie wraz z reformą sieci dróg krajowych (2000 r.) szlak otrzymał kategorię drogi wojewódzkiej. Ówcześnie droga znajdowała się w powiecie poznańskim (gminy: Swarzędz, Kleszczewo, Kórnik) łącząc Swarzędz z Koninkiem i drogą krajową nr 11 (po przebudowie ekspresową S11). 1 stycznia 2016 na mocy zarządzenia GDDKiA z dnia 23 grudnia 2015 jej przebieg uległ zmianie – została wydłużona starym śladem drogi krajowej nr 11 przez Poznań do wiaduktu Narutowicza (21,4 km).
16 lutego 2016 roku trasa utraciła kategorię drogi wojewódzkiej na odcinku Swarzędz – Garby – Tulce – Koninko (12 km), który stał się drogą powiatową nr 2489P. Od tej pory droga jest „utajona” – nieoznakowana w terenie. Przedtem całkowita długość trasy wynosiła 33,4 km.

## Dopuszczalny nacisk na oś
Od 13 marca 2021 roku na drodze dozwolony jest ruch pojazdów o nacisku pojedynczej osi do 11,5 tony z wyjątkiem określonych miejsc oznaczonych znakiem zakazu B-19.

### Do 13 marca 2021
Wcześniej na całej długości drogi mogły poruszać się pojazdy o nacisku osi pojedynczej do 8 ton.

## Miejscowości leżące przy trasie DW433
- Poznań (A2, S5, S11, DK92, DW196, DW307, DW430)